# Дурышкино (Рязанская область)
Дурышкино — опустевшая деревня в Пронском районе Рязанской области. Входит в Орловское сельское поселение

## География
Находится в юго-западной части Рязанской области на расстоянии приблизительно 6 км на северо-запад по прямой от районного центра города Пронск.

## История
Отмечалась еще на карте 1840 года. В 1859 году здесь (тогда деревня Пронского уезда Рязанской губернии) было учтено 22 двора, в 1897 - 18.

## Население
Численность населения: 195 человек (1859 год), 239 и еще 20 в одноименной усадьбе (1897), 0 как  в 2002 году, так и в 2010.